# Boardman-Tasker-Preis
Der Boardman-Tasker-Preis für Bergsteiger-Literatur ist ein jährlich vergebener Preis im Wert von £3000 (Britische Pfund). Ihn vergibt die “Boardman Tasker Charitable Trust” (Wohltätigkeitsstiftung) an einen oder mehrere Autoren, die einen außergewöhnlichen Beitrag zur Bergsteiger-Literatur leisteten. Er wurde gestiftet zum Andenken an Peter Boardman und Joe Tasker nach ihrem Tod auf dem Nordostgrat des Mount Everest 1982. Beide waren auch hervorragende Autoren. Preiswürdig sein können fiktionale oder reale Erzählungen, Gedichte und Dramen. Das Werk muss allerdings in englischer Sprache geschrieben sein oder als englische Übersetzung vorliegen.

## Preisträger
- 1984 Linda Gill, Living High: A Family Trek in the Himalayas; Doug Scott und Alex MacIntyre, The Shishapangma Expedition
- 1985 Jim Perrin, Menlove: The Life of John Menlove Edwards
- 1986 Stephen Venables, Painted Mountains: Two Expeditions to Kashmir
- 1987 Roger Mear und Robert Swan, In the Footsteps of Scott
- 1988 Joe Simpson, Touching the Void (dt. Sturz ins Leere)
- 1989 Michael John Harrison, Climbers
- 1990 Victor Saunders, Elusive Summits
- 1991 Alison Fell, Mer de Glace; Dave Brown und Ian Mitchell, A View from the Ridge
- 1992 Will McLewin, In Monte Viso's Horizon: Climbing All the Alpine 4000m Peaks
- 1993 Jeff Long, The Ascent
- 1994 Dermot Somers, At the Rising of the Moon
- 1995 Alan Hankinson, Geoffrey Winthrop Young: Poet, Mountaineer, Educator
- 1996 Audrey Salkeld, A Portrait of Leni Riefenstahl
- 1997 Paul Pritchard, Deep Play: A Climber's Odyssey from Llanberis to the Big Walls
- 1998 Peter Steele, Eric Shipton: Everest and Beyond
- 1999 Paul Pritchard, The Totem Pole: And a Whole New Adventure
- 2000 Peter und Leni Gillman, The Wildest Dream: Mallory - His Life and Conflicting Passions
- 2001 Roger Hubank, Hazard's Way
- 2002 Robert Roper, Fatal Mountaineer
- 2003 Simon Mawer, The Fall
- 2004 Trevor Braham, When the Alps Cast Their Spell
- 2005 Andy Cave, Learning to Breathe; Jim Perrin, The Villain: The Life of Don Whillans
- 2006 Charles Lind, An Afterclap of Fate: Mallory on Everest
- 2007 Robert Macfarlane, The Wild Places
- 2008 Andy Kirkpatrick, Psychovertical
- 2009 Steve House, Beyond the Mountain
- 2010 Ron Fawcett with Ed Douglas, Ron Fawcett, Rock Athlete
- 2011 Bernadette McDonald, Freedom Climbers
- 2012 Andy Kirkpatrick, Cold Wars – Climbing the fine line between risk and reality
- 2013 Harriet Tuckey, Everest – The First Ascent: The Untold Story of Griffith Pugh, the Man Who Made It Possible
- 2014 Jules Lines, Tears of the Dawn
- 2015 Barry Blanchard, The Calling: A Life Rocked by Mountains
- 2016 Simon McCartney, The Bond: Two Epic Climbs in Alaska and a Lifetime's Connection Between Climbers
- 2017 Bernadette McDonald, Art of Freedom: The life and climbs of Voytek Kurtyka